# Champlain (Schiff, 1932)
Die Champlain war ein 1932 in Dienst gestelltes Passagierschiff der französischen Compagnie Générale Transatlantique, das für die Reederei bis zum Ausbruch des Zweiten Weltkriegs auf der Strecke von Le Havre nach New York im Einsatz stand und anschließend für den Transport von Flüchtlingen genutzt wurde. Am 17. Juni 1940 lief das Schiff vor La Pallice auf eine Seemine, wobei 12 Menschen ums Leben kamen. Vier Tage später sank es nach einem Torpedotreffer.

## Geschichte
Die Champlain entstand unter der Baunummer 6 in der Werft von Chantiers de Penhoët in Saint-Nazaire und lief am 15. Juni 1931 vom Stapel. Nach der Ablieferung an die Compagnie Générale Transatlantique im Juni 1932 nahm das Schiff im selben Monat den Liniendienst auf der Transatlantikroute nach New York auf.
Die Champlain zählte zu den größten und luxuriösesten Schiffen der Kabinenklasse. Ihre Innenausstattung stammte von René Prou, der unter anderem zuvor die Passagierbereiche der Lafayette gestaltet hatte. Einige Designelemente des Schiffes flossen später in den Bau der 1935 in Dienst gestellten Normandie ein.
Nach Ausbruch des Zweiten Weltkriegs blieb die Champlain weiterhin im Einsatz und beförderte nun zumeist jüdische Flüchtlinge von Europa nach New York. Auf der letzten Überfahrt des Schiffes im Mai 1940 reiste Vladimir Nabokov mit seiner Familie ins Exil. Auf der Rückfahrt lief die Champlain am 17. Juni 1940 vor La Pallice auf eine Seemine und entwickelte starke Schlagseite, blieb jedoch schwimmfähig. 12 Personen kamen hierbei ums Leben. Bereits fünf Tage zuvor war das Schiff vor Saint-Nazaire Ziel eines Luftangriffs geworden, blieb jedoch unbeschädigt. Am 21. Juni wurde es von einem Torpedo der U 65 getroffen und im flachen Gewässer versenkt. Die Champlain gehörte zu den ersten und zugleich zu den größten im Zweiten Weltkrieg versenkten Passagierschiffen.
Das Wrack der Champlain blieb noch 20 Jahre lang vor La Pallice liegen und wurde erst 1965 vor Ort abgewrackt.